# Marja Regner
Svea Marja Anita Regner, född Knutsson den 4 november 1941 i Lidköping, är en svensk jurist. Hon gifte sig 1971 med Göran Regner.
Marja Regner avlade juris kandidatexamen vid Lunds universitet 1965 och genomförde tingstjänstgöring 1965–1967. Hon var länsnotarie 1967–1969 och blev fiskal i Hovrätten över Skåne och Blekinge 1970, assessor där 1975 och hovrättsråd i Hovrätten för Västra Sverige 1983. Marja Regner tjänstgjorde hos riksdagens ombudsmän som föredragande 1975–1976, som avdelningsdirektör 1976–1979 och som byråchef 1979–1986. Hon var försäkringsdomare 1986–1993 och blev kammarrättslagman 1994.